# Finnur Jónsson
Pour les articles homonymes, voir Jónsson.
Finnur Jónsson (né le 29 mai 1858 à Akureyri et mort le 30 mars 1934 à Copenhague) est un philologue islandais auteur de nombreux travaux dans le domaine de la littérature norroise. 

## Biographie
Finnur sort diplômé du lycée de Reykjavik (Menntaskólinn í Reykjavík) en 1878 et poursuit ses études au Danemark, à l'université de Copenhague. Il obtient son doctorat en philologie en 1884, avec une thèse sur la poésie scaldique. Il devient docent de cette université en 1887 puis professeur en 1898. Il enseigne jusqu'en 1928. Après sa retraite, il continue à publier chaque année jusqu'à sa mort. 
Le principal champ de recherche de Finnur est la poésie norroise. Den norsk-islandske skjaldedigtning est une édition du corpus complet de la poésie scaldique en deux parties, l'une présentant le texte des manuscrits avec les variantes, l'autre un texte normalisé accompagné d'une traduction danoise. Le Lexicon Poeticum est un dictionnaire de poésie norroise présenté comme une mise à jour de l'œuvre du même nom de Sveinbjörn Egilsson mais constituant en réalité un travail original. Den oldnorske og oldislandske litteraturs historie est une histoire détaillée de la littérature norroise.
Chercheur particulièrement prolifique, Finnur prépare aussi des éditions de nombreuses sagas d'Islandais, de sagas royales, de rímur (accompagnées d'un dictionnaire des rímur) et des Eddas.
Polémiste talentueux, il défend dans des débats avec d'autres chercheurs la fiabilité historique des sagas et l'antiquité des poèmes eddiques.